# منتخب جمهورية التشيك لكرة القدم

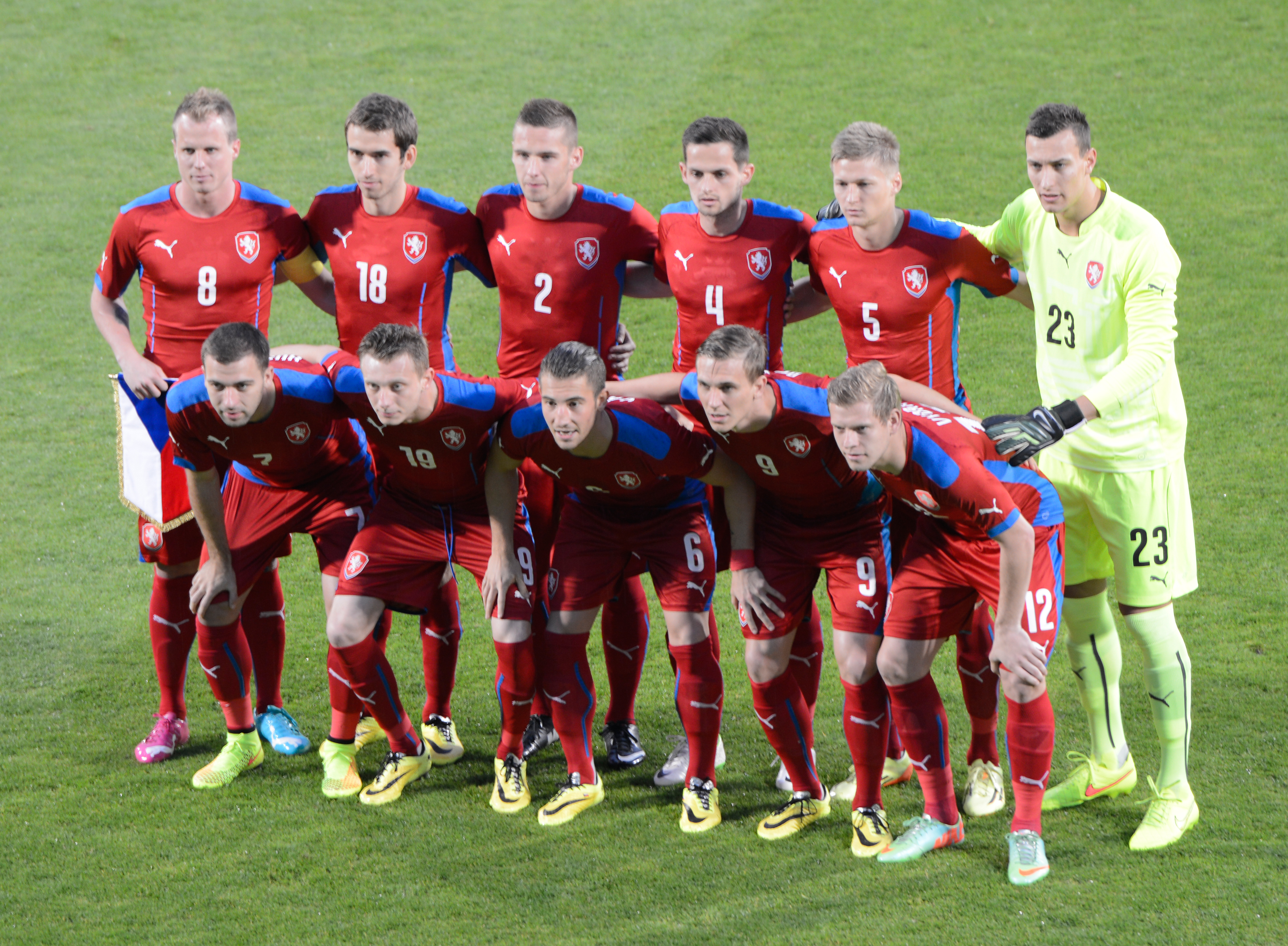
جمهورية التشيك - النمسا (أولوموتس، جمهورية التشيك - 3 يونيو 2014)

منتخب الجمهورية التشيكية لكرة القدم (بالتشيكية: Česká fotbalová reprezentace)‏ هو ممثل الجمهورية التشيكية الرسمي في رياضة كرة القدم، ويشرف عليه الاتحاد التشيكي لكرة القدم المتأسس في عام 1901، والمنضم إلى الفيفا في عام 1907.
قبل الحرب العالمية الأولى كانت الجمهورية التشيكية جزءا من الاتحاد الملكي بين النمسا وهنغاريا وكانت الجمهورية التشيكية تعرف آنذاك باسم بوهيميا. عندما كانت الجمهورية التشيكية جزءا من تشيكوسلوفاكيا أحرز ذلك الفريق المرتبة الثانية في نهائيات كأس العالم لكرة القدم عامي 1934، 1962 وأحرز كأس الأمم الأوروبية لكرة القدم عام 1976. تأهلت التشيك لنهائيات كأس العالم 2006 المقامة في ألمانيا لأول مرة بصعوبة فقد أنهى الفريق التصفيات كثاني مجموعته بعد هولندا ليخوض الملحق الأوروبي المؤهل لكأس العالم. ووقعت التشيك في جولة الملحق أمام النرويج، لكنها فازت عليها ذهابا وإيابا بنتيجة 1-0 ليكون مجموع مباراتي الذهاب والإياب 2-0.
بعد انقسام تشيكوسلوفاكيا إلى سلوفاكيا والجمهورية التشيكية لعب منتخب الجمهورية التشيكية لكرة القدم أولى مبارياته الدولية مع تركيا في عام 1994 وفاز بنتيجة 4-1 وحاز على المرتبة الثانية في نهائيات كأس الأمم الأوروبية لكرة القدم عام 1996 ووصلت إلى مرحلة النصف النهائي عام 2004. مدرب الفريق هو كاريل بروكنر الذي نجح في تدريب منتخبات الفئات العُمرية، قبل أن يستلم مقاليد المنتخب الأول من المدرب الشهير شوفانيك عام 2002.
من أبرز اللاعبين بافيل نيدفيد الذي لعب لنادي يوفنتوس، توماس روزيسكي الذي لعب لنادي آرسنال، يان كولر، كارل بوبورسكي وبيتر تشيك. القائد السابق للفريق هو توماش غالاسيك المحترف في صفوف أياكس أمستردام الهولندي.

## وصلات خارجية
- قائمة بيانات المنتخب من الموقع الرسمي للفيفا باللغة العربية